# Gustav Kromrey
Gustav Adolph Kromrey (* 11. Mai 1847 in Berlin; † 24. November 1909 in Charlottenburg bei Berlin) war ein deutscher Unternehmer, der auf den Strecken der preußischen Staatseisenbahnen vor dem Ersten Weltkrieg Speisewagen betrieb.

## Leben
Gustav Kromrey war preußischer Eisenbahnbeamter des mittleren Dienstes, bevor er die Bewirtschaftung von Speisewagen der preußischen Staatseisenbahnen als Pächter übernahm und 1895 ein eigenes Unternehmen gründete. Er ließ als erster deutscher Privatmann auf seine Rechnung Speisewagen bauen: 1895 drei, 1898 zunächst drei weitere; seinen Betrieb führte er als Offene Handelsgesellschaft (OHG) unter dem Namen Deutscher Eisenbahn-Speisewagen-Betrieb G. Kromrey mit Sitz in Charlottenburg; nach der Jahrhundertwende wurde der Unternehmensname durch den Zusatz & Söhne erweitert. Im Jahre 1909 waren dies laut Berliner Adreßbuch drei der vier Söhne, nämlich Max, Hans und Gustav Kromrey jun.
Als Kromrey im November 1909 in Charlottenburg starb, war er ein hochgeachteter Bürger dieser Stadt; er hinterließ ein Vermögen von etwa drei Millionen Mark. Auf dem evangelischen Luisenfriedhof II (Westend) wurde er beerdigt, erhielt dort ein kunsthistorisch bemerkenswertes (sezessionistisches) Grabmal von Gustav Goerke; er zählt noch heute zu den bekannten Persönlichkeiten, die auf diesem Friedhof bestattet sind. Sein Grabmal gilt als sehenswürdig.

## Kromreys Unternehmen und dessen weitere Entwicklung
Schnellzüge mit den Kromreyschen Speisewagen wurden grundsätzlich ab Charlottenburg (Berliner Stadtbahn) eingesetzt; Heimat-/Zugbildungsbahnhof war der Bahnhof Grunewald; einzelne Wagen waren in Breslau Hbf. beheimatet. (Benutzt werden hier zeitgenössische deutsche Ortsnamen.) Der erste Kurslauf war Berlin – Breslau – Oderberg (Österreichisch Schlesien). Spätere Kurse hatten als Ziele Insterburg, Eydtkuhnen, Königsberg (Preußen), Dirschau, Myslowitz und generell Grenzbahnhöfe zu östlichen und südöstlichen Nachbarn des damaligen Deutschland.
Das Unternehmen florierte über den Tod seines Gründers hinaus und expandierte weiter. Konzessionen, private Speisewagen in staatlichen Eisenbahnzügen mitfahren zu lassen und gastronomisch zu betreiben, wurden seitens deutscher Eisenbahnverwaltungen jedoch nicht über das Rechnungsjahr 1916/17 hinaus erteilt, auf unbestimmte Zeit abgeschlossene Verträge wurden gekündigt. Die Ende 1916 gegründete Mitteleuropäische Schlaf- und Speisewagen Aktiengesellschaft (Mitropa) erhielt ein rechtliches Monopol zum Betrieb von Speise- und Schlafwagen in Deutschland und Österreich-Ungarn. Das Unternehmen G. Kromrey & Söhne ging – wie auch vier andere, später gegründete private deutsche Speisewagenunternehmen – faktisch in der Mitropa auf; diese erwarb zu einem für sie günstigen Preis zum 1. März 1917 die Wagen des Unternehmens Kromrey samt Ausstattung und übernahm auch Mitarbeiter. Zwischen Gustav Kromreys Tod und der Übernahme des Unternehmens durch die Mitropa war die Zahl der Wagen der OHG von 14 auf 27 gewachsen. Das Unternehmen wurde dann aufgelöst. Ausgangspunkt der Mitropa-Gründung war ein der damaligen Zeit entsprechender politischer Wille der Reichsregierung, für bestimmte Serviceleistungen für die Eisenbahn ein neues nationales Unternehmen vorzusehen und die Internationale Schlafwagengesellschaft – mit Unternehmenssitz in Brüssel – aus Deutschland und Österreich-Ungarn zu verdrängen. 1919 legte die Weimarer Verfassung (Artikel 89 ff.) fest, Eisenbahnen seien grundsätzlich in das Eigentum des Deutschen Reiches zu überführen; das verstärkte den weiteren staatlichen Einfluss auf die Mitropa.

## Bedeutung
Gustav Kromrey war Pionier in der Branche der Speisewagengesellschaften Deutschlands. Sein Speisewagenbetrieb bewirtschaftete den Speisewagen im Hofzug des Deutschen Kaisers, Königs von Preußen. Er bzw. sein Betrieb führte die Bezeichnung "Hoflieferant".
Im Übrigen bedienten die Wagenläufe des Kromreyschen Betriebs weitgehend die östlichen Landesteile Preußens sowie Sachsen. Das Unternehmen bestand gut 20 Jahre lang. Bemerkenswert ist Gustav Kromreys Initiative bei der Zusammenarbeit mit staatlichen Eisenbahnverwaltungen, für die sich ein willkommenes „Outsourcing“ ergab: nicht nur beim Betrieb, sondern auch beim Bau von Speisewagen; Stichwort: Einzug der Marktwirtschaft in das Speisewagengeschäft. Albert Mühl über die drei von Kromrey 1895 in Auftrag gegebenen und gelieferten Wagen: „Es sind dies die ersten deutschen privateigenen Speisewagen gewesen und sie standen am Anfang der Entwicklung einer neuen Ära des Speisewagenbetriebs, wie er sich schon Jahre später endgültig gestalten wird: die Bewirtschaftung der Reisezüge durch private Unternehmer und Unternehmen mit eigenen Speisewagen.“ Zum Anfangsbestand an Speisewagen der Mitropa trugen die Kromreyschen Wagen gut 10 Prozent bei.